# Буньодкор (футбольний клуб)

Логотип клубу в 2008—2013 роках

Логотип клубу в 2005—2008 роках

Футбольний клуб «Буньодкор» (узб. Bunyodkor professional futbol klubi) — узбецький футбольний клуб з Ташкента.

## Історія
Футбольний клуб «Буньодкор» починав з аматорського рівня, і за чотири роки зумів вийти в еліту, завоювати чемпіонське звання, Кубок, і стати півфіналістом континентальної Ліги Чемпіонів.
У 2005 році команда, яка тоді носила назву «Курувчі» брала участь в чемпіонаті міста Ташкента (2 ліга) і завоювала право брати участь у фінальному раунді Другої ліги. За підсумками цього турніру «Курувчі» отримав право виступати в першій лізі, і в 2006 році з першої спроби виграв цей турнір (в 38 матчах «Курувчі» здобув 27 перемог, п'ять матчів звів внічию, шість разів зазнав поразки). Таким чином, «Курувчі» отримав право в 2007 році виступати у вищій лізі чемпіонату Узбекистану.
Уже дебютному сезоні «Буньодкор» встановив кілька національних рекордів Узбекистану (наприклад, забив найбільше м'ячів, менше всіх пропустив, набрав найбільшу кількість очок у матчах з визнаними фаворитами). Крім того, нападник «Курувчі» Ільхом Мумінджанов став найкращим бомбардиром чемпіонату.
У сезоні 2007 року «Курувчі» в 30-ти зіграних матчах здобув 22 перемоги, п'ять матчів завершив внічию, тричі поступився і завершив турнір з різницею забитих і пропущених м'ячів 62:16, і, набравши 71 очко, вперше в історії чемпіонатів Узбекистану став срібним призером. У тому ж році команда пробилася до фіналу Кубка країни. Основний час того матчу завершився внічию 0:0, а в серії післяматчевих пенальті точнішими були футболісти тодішнього чемпіона країни «Пахтакора» — 7:6.
2008 рік став найвдалішим в історії клубу. Перед початком чемпіонату команда серйозно зміцнилася, а головним тренером став один з наймолодших спеціалістів країни - Мірджалол Касимов. В кінці літа контракти з клубом підписали чемпіон світу Рівалду, бразильський захисник Луїжау і чилійський нападник Вільянуева. А на місце призначеного на пост головного тренера збірної Касимова був запрошений відомий фахівець Зіку. Під керівництвом бразильського тренера «Буньодкор» став чемпіоном країни і виграв Кубок.
У сезоні 2009 року «Бунедкор» в 30 матчах набрав 86 очок, випередивши найближчого переслідувача на 22 пункти. Всесвітньо відомий бразилець Рівалду став тоді найкращим бомбардиром чемпіонату з 19 м'ячами. Щоравда, в фіналі Кубка країни буньодкорівці поступилися.
Сезон 2010 року «Бунедкор» також почав під керівництвом Сколарі, і спочатку обігравав суперників одного за іншим. У підсумку, «ластівки» повторили успіх 2008 року, вигравши Кубок і чемпіонат країни, зробивши так званий «золотий дубль». Але минулий сезон був непростим для клубу. Після першого кола команду покинули 13 провідних футболістів і тренерський штаб на чолі зі Сколарі. Команду знову очолив Мірджалол Касимов, і футболісти красиво завершили красиво розпочате. У 26 матчах чемпіонату «Бунедкор» здобув 20 перемог, п'ять матчів звів внічию, і лише один раз пішов з поля переможеним. З 65 очками «ластівки» в третій раз поспіль завоювали чемпіонське звання. А в фіналі Кубка «Буньодкор» переміг, завдяки голу Стевиця Ристича.
2011 рік для «Буньодкора» почався вдало. Міржалол Касимов зустрів сезон з помітно оновленим складом. Незважаючи на це, команда успішно стартувала на всіх трьох фронтах: у національному чемпіонаті, розіграші кубка країни і Лізі чемпіонів АФК. Без проблем подолавши груповий етап найпрестижнішого клубного турніру континенту, «Буньодкор» поступився на стадії плей-офф, що складається з одного матчу, іранському «Сепахану» на його полі - 1:3. Відвернулася удача від «ластівок» і в серії пенальті в півфіналі Кубку Узбекистану, де путівка в вирішальний поєдинок дісталася Каршинському «Насафу». У вищій лізі «Буньодкор» гідно захистив титул чемпіона країни, ставши за три тури до кінця турніру недосяжним для суперників. Це була четверта поспіль перемога команди в чемпіонатах Узбекистану.
У січні 2012 року «Буньодкор» став призером міжнародного турніру «Match Woarld Cup» в Дубаї (ОАЕ), де на рівних змагався з чемпіонами Росії та України. Незважаючи на суттєве оновлення основного складу підопічні Міржалола Касимова зуміли виправдати довіру численних шанувальників. У Лізі чемпіонів АФК команда волею жереба потрапила в сильну Східну зону. У суперечці з представниками Японії, Південної Кореї та Австралії «Буньодкор» зумів продовжити боротьбу на стадії плей-офф і дійшов до півфіналу, увійшовши до четвірки найсильніших клубів континенту. У чемпіонаті країни до останнього туру «ластівки» вели боротьбу за золоті медалі, проте поступилися двома очками Пахтакору і стали срібними призерами. І нарешті, завершував сезон фінал Кубку Узбекистану. У вирішальному матчі за почесний трофей «Буньодкор» з рахунком 3:0 обіграв каршінський «Насаф» і став триразовим володарем Кубка країни. Ця перемога відкрила двері групового етапу Ліги чемпіонів АФК 2013 року.
2013 рік для "ластівок" виявився вельми і вельми успішним. Головна команда клубу в безкомпромісній боротьбі за золоті медалі випередила "Локомотив" і "Насаф". Таким чином, «Буньодкор» став п'ятикратним чемпіоном Узбекистану. У розіграші кубка країни підопічні Міржалола Касимова виявилися також сильніше всіх. У фінальному поєдинку з рахунком 2:1 був обіграний каршінський "Насаф". Резервісти клубу під керівництвом Олександра Мочінова стали переможцями Молодіжної ліги Узбекистану. «Буньодкор» продовжив свою традицію і знову успішно подолав бар'єр групового етапу Ліги чемпіонів Азії, залишивши позаду сильних суперників з Японії, Південної Кореї та Китаю. Однак, в 1/8 фіналу поступився «Бурірам Юнайтед» з Таїланду. Згадані перемоги дали підставу назвати 2013 рік "Золотим сезоном" для «Буньодкор».
«Буньодкор» сезон 2014 року розпочав з прекрасної перемоги в матчі за Суперкубок, обігравши земляків з "Локомотива". Однак в цілому сезон для "ластівок" склався не зовсім вдало - четверте місце у вищій лізі і поразки в фіналі Кубку Узбекистану в додатковий час. Хоча в Лізі чемпіонів Азії команда продовжила традицію успішного подолання групового етапу престижного континентального турніру.
У 2015 році "Бунедкор" омолодив склад, заграли відразу кілька молодих футболістів, вихованців власної школи. Команда вийшла до фіналу Кубку Узбекистану. Вперше в номінації на звання «Найкращого молодого футболіста Азії» за версією АФК були представники одного клубу - "Буньодкора": Забіхілло Урінбоев, Елдор Шомуродов і Достонбек Хамдамов, який і отримав почесний приз. "Ластівки" вперше зіграли в кваліфікаційному раунді Ліги чемпіонів Азії і подолали цей бар'єр, продовживши традицію безперервного виступу в найпрестижнішому клубному турнірі континенту.

## Цілі та завдання клубу
Основним видом діяльності АТ FC «BUNYODKOR» є фізична культура і спорт.
Цілями, завданнями і основною діяльністю Клубу є розвиток і популяризація футболу в Республіці Узбекистан, розвиток дитячо-юнацького, масового і професійного футболу, пропаганда здорового способу життя та активного відпочинку шляхом залучення в регулярні заняття футболом всіх верств населення різного віку і ін.
Основним завданням Клубу є успішний виступ команди основного складу в Національному чемпіонаті, Кубку Узбекистану і на міжнародній арені, успішний виступ молодіжної, жіночої та міні-футбольної команди, а також команд I і II ліги в першостях Узбекистану з футболу.
Головним пріоритетом Клубу є подальший розвиток і підтримка дитячо-юнацького футболу, забезпечення і створення гідного резерву вихованцями дитячо-юнацької футбольної школою «Бунедкор» членів національних, олімпійських, молодіжних і юнацьких збірних команд Узбекистану.

## Стадіон
Будівництво стадіону «Буньодкор» розпочалося в 2008 році на місці колишнього стадіону «МХСК». У будівництві першого фундаменту брали участь тодішній керівник футбольного клубу Барселона Жуан Лапорта і президент футбольної федерації Узбекистану Міраброр Усманов.
Будівельні роботи тривали в проміжку 2008—2012 років і закінчилися 8 серпня 2012 року. В процесі будівництва брали участь кілька іноземних компаній. Проектували і будували стадіон узбецькі фахівці. Були використані місцеві будматеріали (за винятком спеціального технологічного устаткування). Крім цього для обладнання стадіону використовувалася найякісніша продукція світових брендів.
28 серпня 2012 відбулася урочисте відкриття стадіону «Буньодкор» за участи президента Республіки Узбекистан Іслама Карімова.
Перша офіційна зустріч на стадіоні «Буньодкор» відбулася 26 березня 2013 року між збірними командами Узбекистану та Лівану. У ньому збірна Узбекистану здобула перемогу рахунком 1:0.
Комплекс розташований на території 37 га між двома станціями метро. У нього входять:
- Центральний стадіон
- Футбольна школа
- 2 автостоянки на 1500 машин
- Комплекс інженерної інфраструктури.

Стадіон вміщує 34 тисячі глядачів, складається з 2-ох ярусів, 51 сектор, ВІП-ложі з 46-ма кабінками, СИП 700 місць, 40 місць для інвалідів-колясочників. Є також ресторан на 350 місць, магазини, бари, точки швидкого харчування, медпункти, туалети тощо.
Для захисту глядачів від опадів над усіма секторами встановлена спеціальна мембрана з склотканини. Висота покриття 47 метрів.
Розмір поля відповідає світовим стандартам — 105х68 і засіяно 2 сортами трави (літнім і зимовим), має посилений дренаж і підігрів (в зимові холоди дозволяє тримати температуру поля в 12 градусів).
Також встановлено:
- система освітлення в 3000 люкс.
- 2 монітори (11,5х6,7метров).
- Система «Павук», що дозволяє забезпечити повний обсяг зображення для трансляцій
- Інтернет система Wi-Fi
- Під центральною трибуною відповідають всім вимогам ФІФА 4 роздягальні, кожна на 25 футболістів.
- Конференц-зал на 80 місць з системою синхронного перекладу
- Музей історії футболу Узбекистану.
- У підвальному приміщенні стоянка на 350 автомашин.

## Академія клубу
Дитячо-юнацька футбольна школа (ДЮФШ) ФК «Буньодкор» була заснована 26 січня 2007 року. У школі в даний час займаються 773 дітей та юнаків.
На новій базі школа займається з 2012 року. У розпорядженні школи:
- 7 стандартних полів: 4 з натуральним покриттям і 3 зі штучним газоном останнього покоління. Всі поля обладнані штучним освітленням, мають у своєму розпорядженні роздягальнями та іншим необхідним інвентарем.
- басейн у приміщенні,
- спортзал,
- тренажерні зали,
- аудиторії для проведення теоретичних занять, вивчення мов, фізіології, проведення культурно-масових заходів
- сучасний медичний центр
- їдальня на 120 місць
- житловий блок на 120 місць

## Досягнення
Чемпіонат Узбекистану
- Чемпіон (5): 2008, 2009, 2010, 2011, 2013
- Срібний призер (3): 2007, 2012, 2016

 Кубок Узбекистану
- Володар (4): 2008, 2010, 2012, 2013
- Фіналіст (5): 2007, 2009, 2014, 2015, 2017

 Суперкубок Узбекистану
- Володар (1): 2013

 Перша ліга Чемпіонату Узбекистану
- Чемпіон (1): 2006

Ліга чемпіонів
- Півфіналіст (2): 2008, 2012

## Статистика виступів у національних чемпіонатах
| Сезон | Ліга  | Ліга | Ліга | Ліга | Ліга | Ліга | Ліга | Ліга | Ліга | Кубок Узб.  | Найкращий бомбардир       | Найкращий бомбардир | Менеджер                       |
| Сезон | Див.  | Міс. | Іг.  | В    | Н    | П    | ЗМ   | ПМ   | О    | Кубок Узб.  | Ім'я                      | Ліга                | Менеджер                       |
| ----- | ----- | ---- | ---- | ---- | ---- | ---- | ---- | ---- | ---- | ----------- | ------------------------- | ------------------- | ------------------------------ |
| 2006  | 2-ий  | 1-ше | 38   | 27   | 5    | 6    | 94   | 32   | 86   | 1/16 фіналу | Равшан Тешабаєв           | 21                  | М.Умарходжаєв                  |
| 2007  | 1-ий  | 2-ге | 30   | 22   | 5    | 3    | 62   | 16   | 71   | Фіналіст    | Ільхам Мумінджонов        | 16                  | Х.Іргашев                      |
| 2008  | 1-ий  | 1-ше | 30   | 25   | 4    | 1    | 75   | 13   | 79   | Переможець  | Сервер Джепаров           | 21                  | М.Косимов / Зіку               |
| 2009  | 1-ий  | 1-ше | 30   | 28   | 2    | 0    | 85   | 13   | 86   | Фіналіст    | Рівалду / Аварджон Солієв | 22                  | А.Мемет / Х.Іргашев / Сколарі  |
| 2010  | 1-ший | 1-ше | 26   | 20   | 5    | 1    | 45   | 10   | 65   | Переможець  | Стевиця Ристич            | 11                  | Сколарі / М.Косимов            |
| 2011  | 1-ший | 1-ше | 26   | 19   | 4    | 3    | 51   | 14   | 61   | Півфінал    | Мілош Трифунович          | 17                  | М.Косимов                      |
| 2012  | 1-ий  | 2-ге | 26   | 17   | 6    | 3    | 42   | 16   | 57   | Фіналіст    | Аванджор Солієв           | 7                   | М.Косимов                      |
| 2013  | 1-ий  | 1-ше | 26   | 19   | 4    | 3    | 59   | 13   | 61   | Переможець  | Олександр Пищур           | 19                  | М.Косимов                      |
| 2014  | 1-ий  | 4-те | 26   | 15   | 6    | 5    | 44   | 20   | 51   | Фіналіст    | Сардор Рашидов            | 10                  | М.Косимов / О.Волков / С.Лущан |
| 2015  | 1-ий  | 4-те | 30   | 18   | 5    | 7    | 44   | 19   | 59   | Фіналіст    | Достонбек Хамдамов        | 10                  | С.Лущан / Б.Бабаєв             |

## Статистика виступів на континентальних турнірах
| Сезон | Змагання | Раунд      |                   | Клуб             | Вдома       | На виїзді |
| ----- | -------- | ---------- | ----------------- | ---------------- | ----------- | --------- |
| 2008  | ЛЧ АФК   | Група      | Саудівська Аравія | Аль-Іттіхад      | 2–0         | 0–1       |
| 2008  | ЛЧ АФК   | Група      | Іран              | Сепахан          | 2–0         | 1–1       |
| 2008  | ЛЧ АФК   | Група      | Сирія             | Аль-Іттіхад      | 1–0         | 2–0       |
| 2008  | ЛЧ АФК   | 1/4 фіналу | Іран              | Сайпа            | 5–1         | 2–2       |
| 2008  | ЛЧ АФК   | 1/2 фіналу | Австралія         | Аделаїда Юнайтед | 1–0         | 0–3       |
| 2009  | ЛЧ АФК   | Група      | Саудівська Аравія | Аль-Іттіфак      | 2–1         | 0–4       |
| 2009  | ЛЧ АФК   | Група      | ОАЕ               | Аль-Шабаб        | 0–0         | 0–2       |
| 2009  | ЛЧ АФК   | Група      | Іран              | Сепахан          | 2–2         | 1–0       |
| 2009  | ЛЧ АФК   | 1/8 фіналу | Іран              | Персеполіс       | не відбувся | 1–0       |
| 2009  | ЛЧ АФК   | 1/4 фіналу | Південна Корея    | Пхохан Стілерс   | 3–1         | 1–4(д.ч.) |
| 2010  | ЛЧ АФК   | Група      | Саудівська Аравія | Аль-Іттіхад      | 3–0         | 1–1       |
| 2010  | ЛЧ АФК   | Група      | ОАЕ               | Аль-Вахда        | 4–1         | 2–1       |
| 2010  | ЛЧ АФК   | Група      | Іран              | Зоб Ахан         | 0–1         | 0–3       |
| 2010  | ЛЧ АФК   | 1/8 фіналу | Саудівська Аравія | Аль-Хіляль       | не відбувся | 0–3       |
| 2011  | ЛЧ АФК   | Група      | ОАЕ               | Аль-Вахда        | 3–2         | 1–1       |
| 2011  | ЛЧ АФК   | Група      | Саудівська Аравія | Аль-Іттіхад      | 0–1         | 1–1       |
| 2011  | ЛЧ АФК   | Група      | Іран              | Персеполіс       | 0–0         | 3–2       |
| 2011  | ЛЧ АФК   | 1/8 фіналу | Іран              | Сепахан          | не відбувся | 1–3       |
| 2012  | ЛЧ АФК   | Група      | Японія            | Гамба Осака      | 3–2         | 1–3       |
| 2012  | ЛЧ АФК   | Група      | Австралія         | Аделаїда Юнайтед | 1–2         | 0–0       |
| 2012  | ЛЧ АФК   | Група      | Південна Корея    | Пхохан Стілерс   | 1–0         | 2–0       |
| 2012  | ЛЧ АФК   | 1/8 фіналу | Південна Корея    | Соннам           | не відбувся | 1–0       |
| 2012  | ЛЧ АФК   | 1/8 фіналу | Австралія         | Аделаїда Юнайтед | 3–2 (д.ч.)  | 2–2       |
| 2012  | ЛЧ АФК   | 1/2 фіналу | Південна Корея    | Улсан Хенде      | 1–3         | 0–2       |

| Сезон | Змагання | Раунд         |                   | Клуб              | Вдома | На виїзді    |
| ----- | -------- | ------------- | ----------------- | ----------------- | ----- | ------------ |
| 2013  | ЛЧ АФК   | група         | Південна Корея    | Пхохан Стілерс    | 2–2   | 1–1          |
| 2013  | ЛЧ АФК   | група         | Японія            | Санфрече Хіросіма | 0–0   | 2–0          |
| 2013  | ЛЧ АФК   | група         | КНР               | Бейцзин Гоань     | 0–0   | 1–0          |
| 2013  | ЛЧ АФК   | 1/8 фіналу    | Таїланд           | Бурірам Юнайтед   | 0–0   | 1–2          |
| 2014  | ЛЧ АФК   | Група         | Іран              | ФК «Фулад»        | 1–1   | 0–1          |
| 2014  | ЛЧ АФК   | Група         | Катар             | Аль-Джаїш         | 1–2   | 2–1          |
| 2014  | ЛЧ АФК   | Група         | Саудівська Аравія | Аль-Фатех         | 3–2   | 0–0          |
| 2014  | ЛЧ АФК   | 1/8 фіналу    | Саудівська Аравія | Аль-Хіляль        | 0–1   | 0–3          |
| 2015  | ЛЧ АФК   | Раунд плей-оф | ОАЕ               | Аль-Джазіра       | 2–1   | не стартував |
| 2015  | ЛЧ АФК   | Група         | Іран              | Персеполіс        | 0–1   | 2–1          |
| 2015  | ЛЧ АФК   | Група         | Катар             | Лехвія            | 0–1   | 0–1          |
| 2015  | ЛЧ АФК   | Група         | Саудівська Аравія | Аль-Наср          | 0–1   | 1–1          |
| 2016  | ЛЧ АФК   | Раунд плей-оф | ОАЕ               | Аль-Шабаб         | 2–0   | не відбувся  |
| 2016  | ЛЧ АФК   | Група         | Іран              | Зоб Ахан          | 0–0   | 2–5          |
| 2016  | ЛЧ АФК   | Група         | Катар             | Лехвія            | 0–2   |              |
| 2016  | ЛЧ АФК   | Група         | Саудівська Аравія | Аль-Наср          | 0–1   | 3–3          |

## Найкращі бомбардири в історії клубу

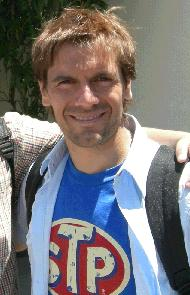
Хосе Луїс Вільянуева забив 28 м'ячів за два сезони у складі Буньодкору

|    | Ім'я                 | Роки                           | Ліга     | Кубок Узбекистану з футболу | Азія     | Всього   |
| -- | -------------------- | ------------------------------ | -------- | --------------------------- | -------- | -------- |
| 1  | Анвар Солієв         | 2008–2013                      | 46 (102) | 011 0(-)                    | 08 0(-)  | 65 (158) |
| 2  | Рівалду              | 2008–2010                      | 33 (53)  | 05 0(9)                     | 05 0(18) | 43 (80)  |
| 3  | Сервер Джепаров      | 2007–2010                      | 33 (46)  | 02 0(-)                     | 03 0(-)  | 38 (104) |
| 3  | Віктор Карпенко      | 2007–2012, 2015-теперішній час | 32 (147) | 03 0(-)                     | 03 0(-)  | 38 (217) |
| 5  | Олександр Пищур      | 2013–2014                      | 25 (44)  | 06 0(9)                     | 04 0(16) | 35 (69)  |
| 6  | Шавкат Саломов       | 2007–2012                      | 20 (105) | 08 0(-)                     | 02 0(-)  | 30 (160) |
| 7  | Хосе Луїс Вільянуева | 2008–2009                      | 19 (36)  | 05 0(-)                     | 04 0(-)  | 28 (47)  |
| 8  | Сардор Рашидов       | 2009–2015                      | 15 (49)  | 04 0(-)                     | 03 0(-)  | 22 (78)  |
| 9  | Мілош Трифунович     | 2011                           | 17 (25)  | 02 0(3)                     | 03 0(7)  | 22 (35)  |
| 10 | Вохід Шодієв         | 2014–2015                      | 13 (42)  | 05 0(11)                    | 03 0(13) | 21 (66)  |

## Керівництво клубу
| Президент                              | Бедил Алімов      |
| Перший віце-президент та ген. директор | Бахтияр Бабаєв    |
| Віце-президент                         | Хусніддін Хусанов |

## Тренерський штаб
| Посада                   | Ім'я               |
| ------------------------ | ------------------ |
| Головний тренер          | Сергій Лущан       |
| Другий тренер            | Юрій Саркісян      |
| Тренер                   | Олександр Мочинов  |
| Тренер                   | Анатолій Курлаєв   |
| Тренер воротарів         | Абдусаттар Рахімов |
| Тренер з фіз. підготовки | Мухіддін Артиков   |

## Відомі гравці
- Бахтияр Ашурматов
- Улугбек Бакаєв
- Олег Беляков
- Павло Бугало
- Сервер Джепаров
- Сахоб Джураєв
- Мурод Зухуров
- Іслом Іномов
- Анзур Ісмаїлов
- Тимур Кападзе
- Хайрулла Карімов
- Віктор Карпенко
- Янніс Мандзукас
- Руслан Мельзиддінов
- Ільхом Мумінджонов
- Камолиддін Мурзоєв
- Фозіл Мусаєв
- Баходир Насімов
- Ігнатій Нестеров
- Олексій Ніколаєв
- Анвар Раджабов
- Шавкат Саломов
- Анвар Солієв
- Азіз Хайдаров
- Жасур Хасанов
- Олександр Хвостунов
- / Сергій Лущан
- / Володимир Шишелов
- / Еміль Кенжисарієв
- Гочгули Гочгулиєв
- Віталій Алікперов
- Марко Блажич
- Іван Милошевич
- Мілош Трифунович
- Урош Милосавлевич
- Славолюб Джорджевич
- Саша Жорджевич
- Боян Калевич
- Самир Бекрич
- Стевиця Ристич
- Ян Козак
- Олександр Пищур
- Сергій Симоненко
- Карлес Кото
- Хосе Луїс Вільянуева
- Жуан Вітор
- Луїш Карлуш Насіменту
- Едсон Рамуш
- Рівалду
- Денілсон Мартінш Насіменту
- Леомар Родрігеш
- Девід Карні
- Мінорі Сато
- Шакер Зуагі
- Девід Онія
- Патрік Агбо

## Тренери
| Рік       | Тренер                  |
| --------- | ----------------------- |
| 2005—2006 | Мавзурходжа Умарходжаєв |
| 2007      | Хікмат Іргашев          |
| 2007—2008 | Мірджалол Касимов       |
| 2008      | Зіку                    |
| 2009      | Амет Мемет (в.о)        |
| 2009      | Хікмат Іргашев          |
| 2009—2010 | Луїс Феліпе Сколарі     |
| 2010—2014 | Мірджалол Касимов       |
| 2014      | Олександр Волков (в.о)  |
| 2014—2015 | Сергій Лущан            |
| 2015—2016 | Бахтияр Бобоєв (в.о)    |
| 2016—н.в  | Сергій Лущан            |

## Екіпірування та головний спонсор
| Роки      | Постачальник форми | Генеральний спонсор |            |
| --------- | ------------------ | ------------------- | ---------- |
| 2005–2006 | Nike               | Neftgazmontaj       |            |
| 2006–2011 | Nike               | UzGazOil            |            |
| 2011–досі | Nike               | Uztransgaz          | Uztransgaz |
| 2012–досі | Jako               | Uztransgaz          | Uztransgaz |